# Caroline Flack
Caroline Louise Flack (Enfield, Londres; 9 de noviembre de 1979-Stoke Newington, 15 de febrero de 2020) fue una presentadora de televisión británica. Su carrera se inició cuando protagonizó Bo' Selecta! en 2002, pero desde entonces pasó a presentar varios espectáculos de ITV2: I'm a Celebrity... Get Me Out of Here NOW! de 2009 a 2010 y The X Factor desde 2011 a 2013.

## Primeros años
Flack nació en Enfield (Londres), Inglaterra, y creció en Norfolk, donde asistió a la escuela primaria "Great Hockham" y a la secundaria "Wayland Community High School".

## Carrera
En 2002, obtuvo su gran oportunidad en la televisión británica participando en el programa Bo' Selecta! A continuación, pasó a presentar el Internacional Pepsi Chart Show, antes de pasar al Canal 4, donde, en 2005, presentó vídeos en E4 Music y copresentó The Games: Live at Trackside con Justin Lee Collins. En 2005, también tenía un segmento regular en un show de videojuegos llamado When Games Attack. Un año después, copresentó el programa Saturday Morning with Sam and Mark, que se emitió en la BBC Two y el canal CBBC. Posteriormente, fue la anfitriona del espectáculo de la CBBC Escape from Scorpion Island junto con Reggie Yates.
En marzo de 2007, organizó la cobertura CBBC de Comic Relief does Fame Academy, comentando las semifinales del Festival de Eurovisión 2008 con Paddy O'Connell. También fue anfitriona de Big Brother's Big Mouth durante el 2008. El periodista de Daily Mirror, Rob Leigh, señaló que "su entrega aguda la convierte en la mejor presentadora que han tenido esta serie".
En 2009, reemplazó a Kirsty Gallacher como coanfitrión de Gladiators con Ian Wright para la segunda serie en Sky1. En julio de 2009, completó el programa dominical de la BBC Something for the Weekend, mientras Amanda Hamilton estaba de baja por maternidad. En el mismo año, comenzó a presentar el reality show ITV2 I'm a Celebrity: Extra Camp. En 2009, ganó en el programa de la BBC Three Dancing on Wheels junto James O'Shea, representando a Reino Unido en el Campeonato de Europa 2009 baile de ruedas en Tel Aviv, terminando dieciséis en su categoría.
Copresentó el programa de juegos The Whole 19 Yards con Vernon Kay en ITV en 2010. A su vez, modelo para la revista de hombre Maxim. El 16 de febrero de 2010, presentó el detrás de escena de los premios BRIT 2010 en ITV2. En 2011, fue capitana del equipo en el programa de juegos ITV2 Minute to Win It. En mayo de 2011, Simon Cowell anunció que Flack y Olly Murs presentarían la octava serie de The Xtra Factor, reemplazando a Konnie Huq.
En 2014, organizó el show de ITV2 Viral Tap. En diciembre de 2014, se reunió con Olly Murs para presentar un programa de Navidad y Nochevieja en la estación de radio británica Magic. El 16 de abril de 2015, se anunció que junto con Murs reemplazaría a Dermot O'Leary como anfitriones de la 12.ª temporada de The X Factor desde agosto de 2015. El 22 de febrero de 2016, Flack y Murs confirmaron que no participarían en la temporada trece de The X Factor, siendo reemplazados permanentemente por O'Leary.
Comenzó a presentar Love Island de ITV2 en junio de 2015 y su programa derivado Love Island: Aftersun. El 17 de diciembre de 2019, Flack anunció que se presentaría como anfitriona de la sexta serie tras ser acusada de asalto hacia su novio.
El 24 de agosto del mismo año, anunció en Twitter que lanzaría una autobiografía titulada "Storm in a C Cup" el 22 de octubre de 2015. El 18 de diciembre, formó parte del equipo presentador de la Teletón navideña Text Santa de ITV.
Desde el 8 de mayo de 2016, comenzó a presentar los domingos el programa radial de la mañana junto a Gethin Jones a través de Heart Network.

## Vida personal
En 2015, quedó quinta en la lista "FHM's Sexiest Women". En julio de 2018, Flack y Andrew Brady rompieron su compromiso.

## Fallecimiento
Flack fue encontrada muerta en su piso, en Stoke Newington, Londres, el 15 de febrero de 2020, a la edad de 40 años.  La abogada que representaba a su familia afirmó que su muerte fue un suicidio. Como resultado de su muerte, un episodio destacado de Love Island, que se mostraría en ITV2 el día de su muerte, fue cancelado y E4 sacó un boceto de Love Island USA en Robot Chicken que involucra a Bitch Pudding (un personaje femenino del programa) por respeto por su suicidio. La investigación sobre su muerte se inició el 19 de febrero y se supo que la habían encontrado ahorcada en su apartamento. La investigación se aplazó hasta el 5 de agosto de 2020. Se suicidó después de enterarse de que sería procesada por agredir presuntamente a su novio, luego de una larga lucha con una «salud mental fluctuante» que se vio agravada por el estrés de la fama.
Tras la muerte de Flack, la diputada del Partido Laborista británico, Lisa Nandy, culpó a las redes sociales de no prevenir el acoso y la intimidación, diciendo: «En ningún otro ámbito de la vida permitiríamos que las empresas privadas se controlen a sí mismas. regulación y apoyo en torno a eso». Muchos otros políticos británicos, incluidos Keir Starmer, Grant Shapps, Daisy Cooper, Matt Hancock, Nadine Dorries y Kate Osamor, condenaron las redes sociales y tradicionales. Tras una revisión de los cargos de Flack por parte de la Fiscalía de la Corona, se determinó que la decisión de seguir adelante con el juicio se manejó de manera adecuada.
Flack es la cuarta persona vinculada a Love Island que se quitó la vida. Los exconcursantes Sophie Gradon y Mike Thalassitis también se suicidaron después de aparecer en el programa, así como el novio de Gradon, Aaron Armstrong. La muerte de Flack generó dudas sobre las presiones del programa y dio lugar a pedidos de cancelación, y muchos señalaron que The Jeremy Kyle Show había sido cancelado recientemente después de que un participante se suicidó.

## Filmografía

### Televisión
| Año        | Título                                     | Rol                             | Notas              |
| ---------- | ------------------------------------------ | ------------------------------- | ------------------ |
| 2001       | Is Harry on the Boat?                      | Blonde                          |                    |
| 2002, 2004 | Bo' Selecta!                               | Bubbles                         |                    |
| 2004       | Weapons of Mass Distraction                | Corporal Flack                  |                    |
| 2005       | The Games: Live at Trackside               | Copresentadora                  | 2 temporada        |
| 2005       | When Games Attack                          | Copresentadora y reportera      |                    |
| 2006-2008  | TMi                                        | Copresentadora                  | 3 temporada        |
| 2007       | Comic Relief Does Fame Academy             | Copresentadora                  |                    |
| 2007       | Escape from Scorpion Island                | Anfitriona                      | 1 temporada        |
| 2008       | Eurovision Song Contest 2008               | Semifinal - comentarios         |                    |
| 2008       | Big Brother's Big Mouth                    | Presentadora                    | 5 episodios        |
| 2009-2010  | I'm a Celebrity...Get Me Out of Here! NOW! | Copresentadora                  | 2 temporada        |
| 2009       | Gladiators                                 | Copresentadora                  | 1 temporada        |
| 2009       | Something for the Weekend                  | Presentadora                    |                    |
| 2009       | Dancing on Wheels                          | Participante                    | Ganadora           |
| 2010       | The Whole 19 Yards                         | Copresentadora                  | 1 temporada        |
| 2010       | BRIT Awards: Backstage                     | Copresentadora                  |                    |
| 2011       | Minute to Win It                           | Capitana                        | 1 temporada        |
| 2011-2013  | The Xtra Factor                            | Copresentadora                  | 3 temporada        |
| 2013       | The X Factor                               | Detrás de escenas, presentadora | Shows en vivo      |
| 2014       | Viral Tap                                  | Presentadora                    | 1 temporada        |
| 2014       | Strictly Come Dancing                      | Concursante                     | Serie 12, ganadora |
| 2015-2019  | Love Island                                | Presentadora                    | 5 temporadas       |
| 2015       | The X Factor                               | Copresentadora                  | Temporada 2        |
| 2015       | Text Santa                                 | Copresentadora                  |                    |
| 2017-2019  | Love Island: Aftersun                      | Presentadora                    |                    |

### Radio
| Año  | Título        | Programa        | Rol            |
| ---- | ------------- | --------------- | -------------- |
| 2016 | Heart Network | Sunday Mornings | Copresentadora |